# 7812 Billward
7812 Billward este un asteroid din centura principală de asteroizi.

## Descriere
7812 Billward este un asteroid din centura principală de asteroizi. A fost descoperit pe 26 octombrie 1984 la Stația Anderson Mesa de Edward L. G. Bowell. El prezintă o orbită caracterizată de o semiaxă mare de 2,78 ua, o excentricitate de 0,23 și o înclinație de 16,2° în raport cu ecliptica.